# Lieselotte Bölsche-Teepe

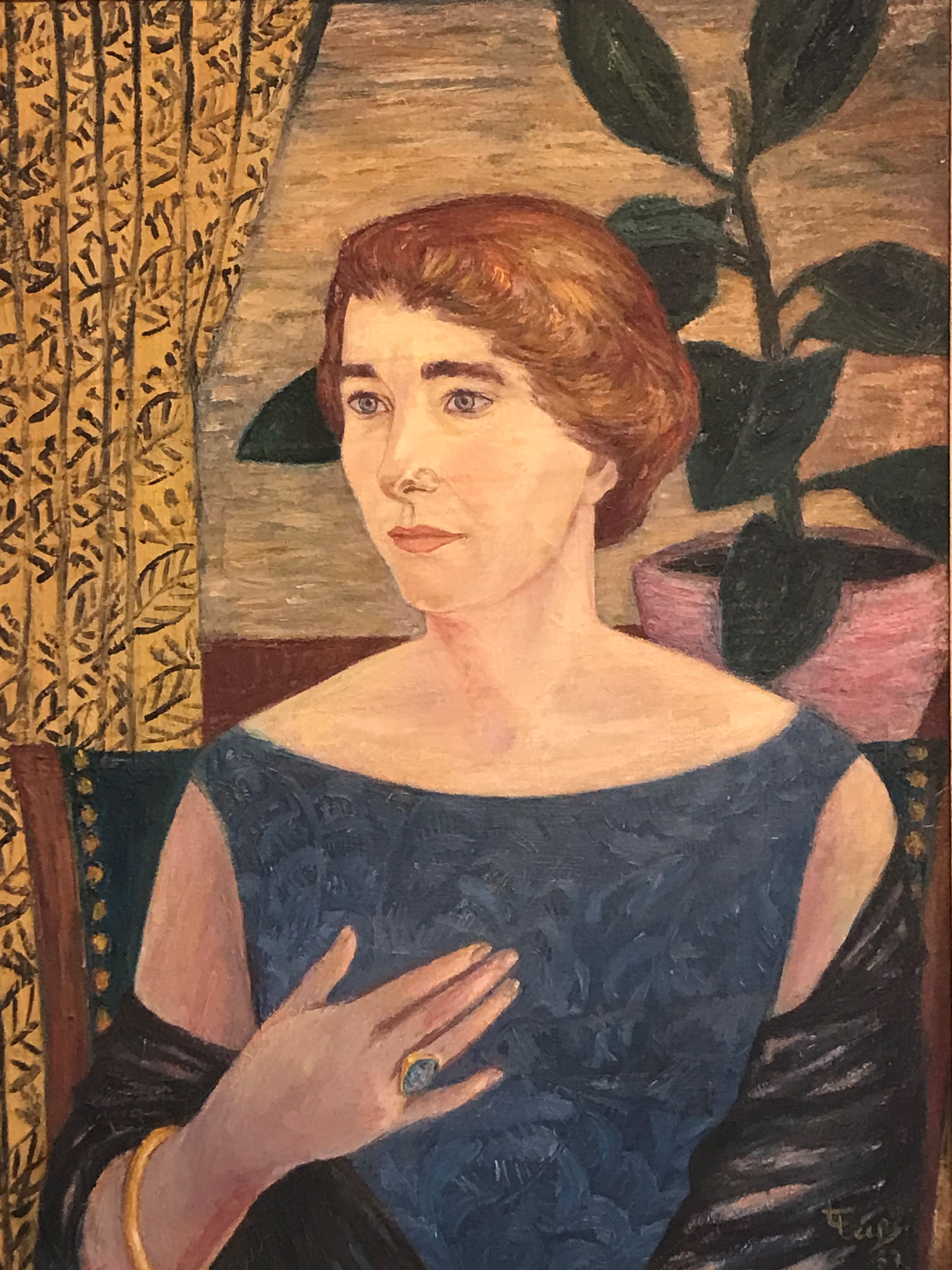
Selbstbildnis Lieselotte Bölsche-Teepe, Ölbild, München 1957

Lieselotte Bölsche-Teepe (geb. Teepe; * 19. April 1924 in Steindorf bei Wetzlar; † 4. November 1989 in München) war eine deutsche Malerin und Grafikerin.

## Leben
Lieselotte Teepe wurde in Steindorf bei Wetzlar geboren. Sie war die Tochter von Friedrich Teepe (1889–1967), leitender Angestellter bei Leitz (Optik), und Frida Freund (1890–1939). Schon in der Kindheit und Jugend zeigte sich ihre Neigung zu zeichnen.
Sie war mit Karl Bölsche (1899–1977), dem Sohn von Wilhelm Bölsche, verheiratet. Das Ehepaar hat einen Sohn Jürgen, der sich heute um ihren Nachlass kümmert.
Teepe studierte an der Akademie der Bildenden Künste München von 1946 bis 1950 bei Karl Caspar und Fritz Skell. Den Schwerpunkt bildete dabei das Naturstudium, d. h. das detailgetreue Abbilden der Wirklichkeit, und das Aktzeichnen. Während dieser Zeit fertigte sie als freie Mitarbeiterin für die überregional erscheinende, populärwissenschaftliche Zeitschrift Orion Illustrationen an.
Dabei lernte sie ihren späteren Ehemann, den Schriftleiter Karl Bölsche, kennen. Auch verband sie seitdem eine langjährige Freundschaft mit dem Autor Fritz Bolle sowie mit dem Steinmetz und Bildhauer Karl Oppenrieder und dessen Tochter Barbara Oppenrieder in München. Der dort ansässige Galerist für Naive Malerei Hans Holzinger zählte bis zu ihrem Tod zu ihren Förderern.
Nach der Eheschließung 1951 malte sie Landschaftsbilder, Porträts und Blumenstillleben in Öl. Ab 1966 wohnte sie in der Gemeinde Bernried am Starnberger See. Es entstanden zahlreiche Landschaftsaquarelle, die das Voralpenland zu jeder Jahreszeit zeigen. Sie verfeinerte ihre Technik, indem sie die bunte Vielfalt der dortigen Pflanzen- und Tierwelt auf Japanpapier wiedergab. Eine Erweiterung ihres Schaffens bildeten die Elfenbeinminiatur, die Hinterglasmalerei sowie die Radierung, mit der sie traditionelle Motive dieser Region wie z. B. Trachten, die Bernrieder Lichterprozession oder die Tutzinger Fischerhochzeit darstellte. Zu sehen waren ihre Werke in zahlreichen Ausstellungen in München und in großen und kleinen Städten Oberbayerns z. B. Starnberg, Wolfratshausen (Geretsried) sowie Weilheim in Oberbayern. Regelmäßig nahm sie teil an der Ausstellung „Bernrieder Künstler stellen aus“.
Nach dem Tod des Ehemanns 1977 und mit der beginnenden Krebserkrankung 1980 bis zu ihrem Tod 1989 thematisierte sie in ihren Werken einerseits Gedanken über die Bedrohung und Vergänglichkeit des Menschen in einer modernen Zeit z. B. durch Krieg, Krankheit und die allgemeine Anonymität der Großstadt, andererseits aber auch das Prinzip Hoffnung und Erlösung. Es entstanden dazu allegorische Darstellungen in lavierter Grafik. Darüber hinaus illustrierte sie Episoden aus dem Zyklus der Metamorphosen des Ovid in 35 kolorierten Linoldrucken auf Japanpapier.

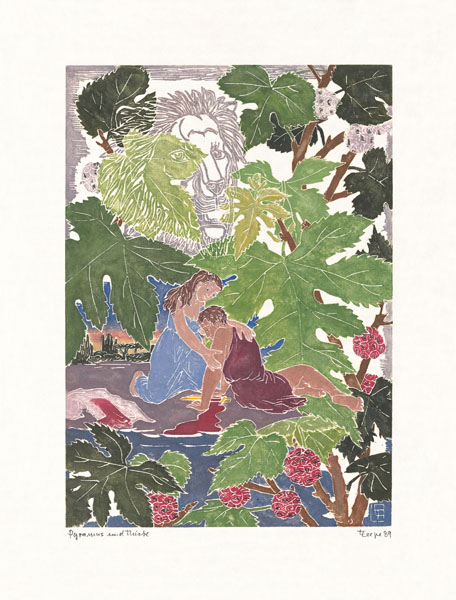
Pyramus und Thisbe, Metamorphose nach Ovid, Linoldruck auf Japanpapier, Druckplatte koloriert, 1989

Die Momente der Verwandelung von Mensch und Natur, ihre Vergänglichkeit sowie das Entstehen eines neuen Gegenstands in der Realität wurden dabei naturalistisch nachempfunden. Sie prägten ihren Stil.
Die Ausstellungen des Europäischen Kulturkreises Baden-Baden sowie des Wetzlarer Kunstvereins brachten ihr weiteres Renommee.

## Ausstellungen
- 1974–1979: Verband Bildender Künstler München und Oberbayern[4]
- 1978–1986: Geretsried,[8] Krailling,[9] München, Starnberg, Weilheim[10][11] etc.[12]
- 1981–1986: „Bernrieder Künstler stellen aus“[13]
- 1980–1981: Europäischer Kulturkreis Baden-Baden[14]
- 1981: Wetzlarer Kunstverein[15][16]
- 1990: Weilheim, „In Memoriam Lieselotte Bölsche-Teepe“[17]
- 1991: München, „In Memoriam Lieselotte Bölsche-Teepe“
- 2019: peace by culture, München, „In Memoriam Lieselotte Bölsche-Teepe“

## Veröffentlichungen
- 1946–1960: Orion, Naturwissenschaftlich-technische Zeitschrift für jedermann[18][2]
- 1974–1979: Kataloge, Zentralinstitut für Kunstgeschichte, München[4]
- 1992–2010: Saur Allgemeines Künstlerlexikon München/Leipzig[1]
- Besprechungen, Abbildungen in regionalen[19] und überregionalen Publikationen, z. B. der Süddeutschen Zeitung[20][21]